# Asturiana de los valles
La asturiana de los valles, también llamada carreña o vaca roxa, es una raza vacuna española autóctona de Asturias. Actualmente existen rebaños en prácticamente todas las Comunidades Autónomas españolas siendo su principal zona de cría la Cornisa Cantábrica (Galicia, Asturias, Cantabria y País Vasco).

## Morfología
Con un peso de entre 600 y 700 kilos en hembras y hasta 1200 en machos, los ejemplares de esta raza poseen un pelaje con colores que van del caoba al castaño claro. Es típica de esta raza la degradación del color en la cara interna de los miembros. Utilizadas como excelentes productoras de carne.
Poseen mayor longitud en sus patas traseras para adaptarse al terreno montañoso de Asturias (60 cm más largas).

## Historia de la raza
Pertenece al Tronco Cantábrico (perfil cóncavo y capa castaña) de los bovinos autóctonos españoles. Tradicionalmente aprovechada por su triple aptitud leche-carne-trabajo, sufrió un grave retroceso con la llegada de razas lecheras especializadas, principalmente la frisona y la parda alpina. Sin embargo a finales de la década de 1970 distintas circunstancias económicas, sociales y laborales, produjeron un cambio a favor de la raza. Hoy en día presenta el mayor censo de todas las razas autóctonas. Los esfuerzos que lleva realizando desde 1981 la Asociación Española de Criadores de Ganado Vacuno Selecto de Raza Asturiana de los Valles (ASEAVA), en cooperación con distintas administraciones, ha posicionado a esta raza en la vanguardia de la ganadería española.

## Distribución
Es autóctona del Principado de Asturias, concretamente de sus zonas costeras y valles de los principales ríos. En la actualidad la mayoría de los ganaderos se encuentran en el área de la Cornisa Cantábrica y empieza a extenderse a puntos de Extremadura donde se encuentra la mayor explotación de esta raza, Madrid, Toledo, Guadalajara, Córdoba, Huelva, Cádiz, casi toda Castilla y León, Galicia, País Vasco, Cantabria y Teruel. En 2015 se abrió la primera explotación de ganado vacuno en las Islas Baleares. En total hay unos 97.000 animales de esta raza.